# Хавік (бахш)
Хавік (перс. حویق) — бахш в Ірані, в шагрестані Талеш остану Ґілян. За даними перепису 2006 року, його населення становило 30348 осіб, які проживали у складі 6913 сімей.

## Дегестани
До складу бахша входять такі дегестани:
- Хавік
- Чубар